# L'existentialisme est un humanisme
L'existentialisme est un humanisme est un ouvrage philosophique de Jean-Paul Sartre, publié en 1946 et considéré comme l'exposé de sa conception philosophique, l'existentialisme.
Il est le compte rendu d'une conférence donnée en octobre 1945 à Paris.

## Origine de l'ouvrage
Le club Maintenant est créé à la libération de la France. Il est animé par Jacques Calmy et Marc Beigbeder qui organisent à la Salle des Centraux, à Paris, le 29 octobre 1945 à 20 heures 30, une conférence dont Jean-Paul Sartre est l'orateur. Le thème choisi, avec le conférencier est : « L'existentialisme est-il un humanisme ? ».
La manifestation est annoncée, à grands frais, dans les principaux journaux quotidiens et les organisateurs ont quelques inquiétudes quant à son succès. Mais cette soirée dépasse toutes les espérances. Boris Vian en fait un compte rendu amusé dans L'Écume des jours : bousculades, chaises cassées, dames en pâmoison, Sartre obligé de jouer des coudes pour se frayer un chemin jusqu'à l'estrade.
Toutefois, il n'est pas prévu d'en faire une publication. Celle-ci est entreprise par l'éditeur Nagel, en 1946, sans l'accord de Sartre,.
Le texte aujourd'hui publié est édité quasiment à l'état brut avec une présentation ainsi que de nombreuses notes explicatives permettant de guider le lecteur. Ces notes furent rédigées par sa fille adoptive Arlette Elkaïm-Sartre.

## Contenu
Sartre y présente son existentialisme et répond aux critiques faites par des penseurs chrétiens ou marxistes, et en particulier par les communistes - dont il souhaite se rapprocher. Ce texte constitue une sorte d'introduction à l'existentialisme. Toutefois sa simplicité a par la suite conduit Sartre à le renier.
Sartre rejette la notion hégélienne de « sens de l'Histoire ». Selon lui, la liberté est telle que nul non seulement ne peut prédire l'avenir mais le prescrire. Il se démarque par conséquent de l'optimisme des marxistes quant aux « lendemains qui chantent » et la révolution.
La morale kantienne est également critiquée pour son formalisme. Sartre prend l'exemple d'un jeune homme ayant le choix entre s'occuper de sa mère ou rejoindre les résistants à Londres. Dans les deux cas, la maxime de son action n'est pas morale puisqu'il sacrifie nécessairement une fin en soi en la réduisant au rang de « moyen » : abandonner sa mère étant le moyen de rallier Londres, abandonner les combattants étant en revanche le moyen de s'occuper de sa mère… La morale de Kant ne donne pas de réponse dans un conflit de devoirs (devoir filial ou devoir civique). En définitive, on choisit toujours seul.
C'est l'illustration de sa célèbre, et spécifique, théorie des lâches et des salauds : 

« Les uns qui se cacheront, par l’esprit de sérieux ou par des excuses déterministes, leur liberté totale, je les appellerai lâches ; les autres qui essaieront de montrer que leur existence était nécessaire, alors qu’elle est la contingence même de l’apparition de l’homme sur la terre, je les appellerai des salauds. »

La postérité en retiendra deux phrases, à titre d'aphorisme : « l’existence précède l’essence » et « l’homme est condamné à être libre ».
Ces aphorismes dénotent, s'il en était besoin, l'importance de l'influence du philosophe allemand Martin Heidegger dont il se réclamera à diverses reprises mais que celui-ci reniera notamment dans sa Lettre sur l'Humanisme.

### La thèse existentialiste
L’axiome de cette conférence, « l’existence précède l’essence », est expliqué par l’idée que si Dieu n’existe pas, « il n’y a pas de nature humaine ». Le point de vue essentialiste oublie de tenir compte de l’historicité de l’homme. Selon Sartre, celui-ci est libre de devenir ce qu’il veut. L’homme n’est en fait rien d’autre que ce qu’il se fait, se définissant à travers ses engagements et ses actes.
C’est parce que l’homme n’est rien au départ que le choix est possible, dans la mesure où c’est à travers celui-ci qu’il devient ce qu’il veut être, ainsi « l’homme est condamné à être libre ». Cette liberté n’est pas sans provoquer un certain sentiment d’angoisse puisque l’homme n’a pas d’excuse, qu’il est responsable de ce qu’il est et qu’en choisissant ce qu’il veut être il choisit également une certaine image de ce que devrait être l’humanité.
Non seulement l’homme est libre et de ce fait angoissé, mais dans la construction de son identité, il se trouve laissé à lui-même, ne trouvant nulle part à l’extérieur de lui des valeurs éternelles sur lesquelles il pourrait s’appuyer pour guider son action dans la mesure précisément où il n’y a pas de Dieu pour les concevoir. Aussi, les morales, qu’elles soient religieuses ou rationnelles, sont trop générales pour nous indiquer quoi faire dans des situations données. À cet effet, Sartre donne l’exemple d’un de ses étudiants qui devait choisir entre combattre l’envahisseur allemand ou rester auprès de sa mère qui n’avait que lui pour l’aider à vivre. Aucune morale ne peut lui indiquer quelle est la meilleure option, il est condamné à choisir et rien ne peut lui garantir que ce choix est le bon, ni ses passions, ni ses sentiments, ni quelconque signe dont il serait le seul interprète. Ce jeune homme est laissé à lui-même, délaissé, pour déterminer dans quelle voie il va s’engager ; il doit choisir seul.
Ce qui précède implique qu’on ne peut se déresponsabiliser en évoquant le destin ou les circonstances, qu’on ne vaut pas mieux que ce qu’on est et que les déterminismes biologique, psychologique ou sociologique ne peuvent servir de refuge. C’est ce que Sartre nomme la dureté optimiste soit l’idée que le choix est toujours possible et que seuls l’action et l’engagement comptent.